# Oves et boves
La locuzione latina oves et boves, tradotta letteralmente, significa pecore e buoi. (Gv. 2, 14; Ps 8,8)
L'evangelista racconta che Gesù trovò i mercanti di pecore, buoi, colombe e i cambiavalute seduti nel tempio di Gerusalemme: et invenit in templo vendentes oves et boves et columbas, et nummularios sedentes. Sarà questa visione a scatenare la collera di Gesù nei confronti di tali mercanti che caccerà dal tempio fustigandoli.

Con questa espressione si indica solitamente un raggruppamento eterogeneo, riunito senza una precisa logica.
Secondo un'altra versione la locuzione viene da una formula notarile per indicare la cessione in massa di tutto il bestiame di una fattoria con l'espressione et oves et boves et universa pecora dove con pecus si intende il bestiame minuto.